# عبد الكريم بن صفوق الجربا
الشيخ عبد الكريم بن صفوق الجربا (1835- الموصل 1871م) والملقب ب«بوخوذة» وتعني خذها لشدة كرمه، هو أحد مشايخ قبيلة شمر وهو ابن صفوق بن فارس الجربا الملقب بالمحزم، وأمه عمشة بنت الحسين آل عساف أمير قبيلة طيء، وأخوه فرحان شيخ قبيلة شمر. توفي والده سنة 1847م وهو في سن 12 سنة، وفي الخمسينيات من القرن 19 أصبحت لديه قوة بمن معه من رجال شمر، وبرزت قوته مع فشل الحملة العثمانية ضد شمر سنة 1862م إذ وقف موقفا حاسما في رفضه تقديم التعويضات للسلطة العثمانية، وساندته في ذلك بعض أفخاذ القبيلة. وفي سنة 1869م أعلن تمرده ضد حكومة يغداد وواليها مدحت باشا عندما وزع الوالي أراضي لشمر للاستصلاحها وزراعتها، وقد وافق الشيخ فرحان على توطين القبيلة، إلا أن أخوه عبد الكريم رفض ذلك وأعلن تمرده ضد الحكم العثماني، واستمر في تمرده حتى جرى القبض عليه وإعدامه سنة 1871.

## أسرته
ولد عبد الكريم سنة 1251هـ/1835م، وهو ابن صفوق الجربا شيخ قبيلة شمر من الفترة 1818-1847م وأخوه الشيخ فرحان أمير شمر الجربا بعد أبيه، وأمه عمشة بنت الحسين العبد الله العبد الرحمن آل عساف ابنة أمير قبيلة طيء، وهي والدته ووالدة أخوه فارس وغيره ويطلق على أبنائها العمشات، تزوجها صفوق في الثلاثينات من القرن 19، حيث خطبها من أبيها ولكنه تمنع، وشاء القدر أن يقع ابن أمير طيء أسيرا وهو في رحلة صيد بيد بعض أفراد شمر، فجاؤا به إلى الشيخ صفوك، فقالوا له: قد جاءت عمشة بنت الحسين إليك، فقال: كيف؟ فقالوا له: لا ترد هذا الفارس إلى أبيه إلا بعد أن تزف عمشة إليك، فأرسل بذلك إلى أمير طيء، فزفت عمشة الحسين إلى الشيخ صفوق مع خدمها وأحمالها معززة مكرمة ورد الفتى إلى أهله معززا مكرما. وهناك قصة أخرى لزواجه من عمشة ذكرها عبد العزيز نوار بأن صفوق تزوجها غصبًا. وقد ذكرتها الليدي آن بلنت بأنها أهم شخصية بعد الشيخ، وترى بلنت أنها شخصية نسائية من النوع الوقور الجليل، ومحط تقدير وإجلال بين كل القبائل في الجزيرة الفراتية، وأنها الآن عجوز سمينة، والبدانة مقبرة الجمال، وعلى الرغم من وهن جسمها وعجزها فهي إمرأة مبجلة، ومشيتها تعتبر بمثابة قانون في كل العشيرة. وذكرها كييوم لجان أنها «تدير شؤون قبيلة شمر من وراء إسم إبنها عبد الكريم، ولقد كان لزوجها الشيخ ثقة كبيرة فيها، وترسخت الثقة في قلوب أبنائها، وهي التي تجاوب على الرسائل التي ترد إلى إبنها، فهو يمثل جانب القوة وهي تمثل جانب الحنكة والعلاقات الجيدة، وبما أنها أُمِّية فقد اتخذت كاتبًا أمينا تملي عليه رسائلها ويقرأ الرسائل الواردة إلى ابنها».

## ألقابه
لقب بسكران المجانين، وسبب التسمية أنه كان يثور عن الحرب. وهناك رواية أخرى مصدرها دهام الكعيشيش (شيخ الخرصة من الفدعان) سنة 1858م: عزم دهام على طرد شمر، فحدثت المعركة وخسرت فيها شمر، ولكن عبد الكريم جمع جموعه من شمر وهاجم الفدعان فانتصر عليهم، وقد أصيب عبد الكريم في تلك المعركة في رأسه إصابة جعلت منه سوداوي المزاج، وفي رسالة أخرى من القنصل الإنجليزي هربرت يذكر فيه أنه أصيب في قتال مع العقيلات. ولقب بلقبه الأشهر: «بوخوذة» وتعني خذها لشدة كرمه وعدم مبالاته لما يعطيه من أموال لمن يسأله.

## بروزه
عندما قتل العثمانيون والده سنة 1847م كان عبد الكريم في سن 12 سنة، وفي الخمسينيات من القرن 19 أصبحت لديه قوة بمن معه من رجال شمر لا يستهان بها، وبرزت قوته بعد فشل الحملة العثمانية ضد شمر سنة 1862م، إذ وقف موقفا حاسما في رفض تقديم التعويضات لحكومة بغداد، وساندته في ذلك بعض أفخاذ القبيلة. وحين تسلم مدحت باشا ولاية بغداد في أبريل 1869 كانت معظم قبيلة شمر تحت الزعامة الإسمية لفرحان، وكان عبد الكريم قد تزعم عدة أفخاذ من القبيلة، وحاول أن ينافس أخيه على مشيخة القبيلة، ومع ذلك لم تحدث أي قطيعة بينهما. ثم ظهرت إصلاحات مدحت باشا في توطين البدو وفرز الأراضي لهم لاستصلاحها، وقد قبل فرحان بأرض منحت له على الشاطئ الغربي لدجلة في قلعة شرقاط 60 ميلا جنوبي الموصل، مما يعني الموافقة الضمنية على توطين قبيلته واستزراع الأرض التي أعطتها الحكومة له. وتهيئة لذلك أنعمت الحكومة على فرحان لقب الباشوية وراتب شهري مكافأة له. ولكن تلك السياسة لم توافق هوى عبد الكريم الذي كان ينافس أخوه فرحان على الزعامة، فتغيرت تلك المنافسة إلى اختلاف في وجهات النظر لمستقبل القبيلة بعد قرارات مدحت باشا. فكثير من أفخاذ شمر لم تقبل بتلك السياسة، فكانت فرصة سانحة لعبد الكريم لقيادة هذا الرفض، فتزعم سياسة العداء مع الحكومة.
وخلال فترة تزعمه القبيلة خرج عليه ابن عمه «سمير بن زيدان الجربا» طالبًا لثأر له أو طامعًا للمشيخة، وكان لابن زيدان أنصار ومؤيدون وله مكانة مرموقة لدى القبيلة وله تقدير عند موظفي الدولة العثمانية في العراق. ومع ذلك فقد هزمه عبد الكريم وأجبره على الخروج من العراق، فاتجه سمير إلى حائل طامعًا بدعم إمارة آل رشيد. وقد استقبله الأمير طلال آل رشيد وعمه الأمير عبيد وأكرموه ولكن طلال رفض مساندته في نزاعه مع ابن عمه، وعرض عليه الأمير عبيد ابن رشيد عوضًا عن ذلك التوسط بينهما، إلا أن سمير رفض الوساطة، وكان ذلك النزاع في الفترة مابين 1862-1867 أي قبل وفاة طلال بن رشيد.

## إعلان تمرده
تزعم عبد الكريم مناهضة كبيرة في رفض سياسة مدحت باشا التي ترمي لتوطين البدو، ونادى في القبيلة بأن الوالي ينوي القضاء على التقاليد البدوية، وساعدت العلاقات الاجتماعية بقوة في تنامي حركة عبد الكريم، فقد اعتز بأن أمه عمشة هي بدوية أصيلة، بينما أم فرحان كانت بغدادية حضرية. وكان يفتخر بأنه لم يذهب إلى الأستانة ولم يتطبع بطبائع الأتراك كما كان اخوه فرحان، وكان يعيب على أخيه بأنه يأخذ مرتبًا شهريًا من الحكومة التي قلدته الرتب العثمانية. وقد جذبت تلك الدعايات أسماع الكثيرين، ولكنها لم تجذب كل القلوب، فقد كانت تلك الفترة هي فترة انتقالية. فالناس كانت تريد التطور والتقدم، إلا أنهم خائفون على تقاليدهم من تأثير ذلك التطور عليهم. لهذا انقسمت القبيلة بشدة على نفسها، وبدا التردد والاضطراب فيها، فلا فرحان استطاع اقناع عبد الكريم بفكرته، ولا عبد الكريم تمكن من اقناع فرحان، وظل كل منهما متمسكًا بقضيته، وكانت ذلك بداية عدم توافق عبد الكريم مع حكومة بغداد. وفي سنة 1869م اندلعت ثورة الدغارة أو ذبحة المتصرف، التي قتل فيها توفيق بك متصرف الحلة وهو ابن أخت الوالي مدحت باشا، فأرسل الوالي قواته لفض الثورة، وطلب المدد من القبائل والمدن الأخرى، فتزعم عبد الكريم قواته لمناصرة القوات الحكومية. وأغلب الظن ان عبد الكريم لم يكن مخلصًا حينما هبط بقواته من أورفة وشمال العراق لنجدة جيش الحكومة، وكانت الإشاعات القوية تؤكد أنه يدبر مكيدة لكسر جيش الحكومة، إلا أن استسلام العشائر الثائرة هو الذي منع عبد الكريم من الاستمرار في مغامرته. وعندما التقى مدحت بعبد الكريم رحب به وعاد معه إلى بغداد في ديسمبر 1869م.
أما بداية التمرد فقد ذكر القنصل البريطاني في بغداد هربرت في رواية له: بأنه من المتعارف عليه أن يدفع العقيلات -وهم أدلة القوافل العاملة بين العراق والشام- مبلغًا من المال إلى شيوخ شمر لضمان سلامة القوافل إثناء سيرها في أراضي شمر، ويبدو أنهم قدموا المبالغ السنوية في تلك المرة لفرحان وليس لعبد الكريم، فانقض عبد الكريم على إحدى تلك القوافل ونهبها بادئًا بتلك الثورة. وفي رواية أخرى ادعى عبد الكريم أن قائمقام نصيبين قد أساء معاملته فثار في أوائل أغسطس 1871، وقد استغل عبد الكريم النقص في عدد عساكر بغداد بسبب اشتراك الجيش في حملة الأحساء لقيام ثورته، وخلال أسبوع واحد نجح الزعيم الثائر ومعه 3 آلاف محارب شمري في نشر الدمار في المنطقة المحيطة بنصيبين، وقبل أن تقوم الحكومة باتخاذ اجراءات فعالة، كانت تلك القوات قد أغارت على أكثر من 200 قرية وأحرقت 70 منها، وقتلت العديد من الأشخاص، واستولت على كل ما يمكن نقله، وفي نفس الوقت كتب عبد الكريم رسائل إلى عشائر مختلفة يشتكي فيها من أن مدحت يعتزم إرغام شمر على الاستقرار مثل الفلاحين، وطلب منهم المساعدة. وقد رفض استقبال ممثل والي بغداد، فكانت النتيجة أن الحكومة اعتبرته خارجًا عن القانون.

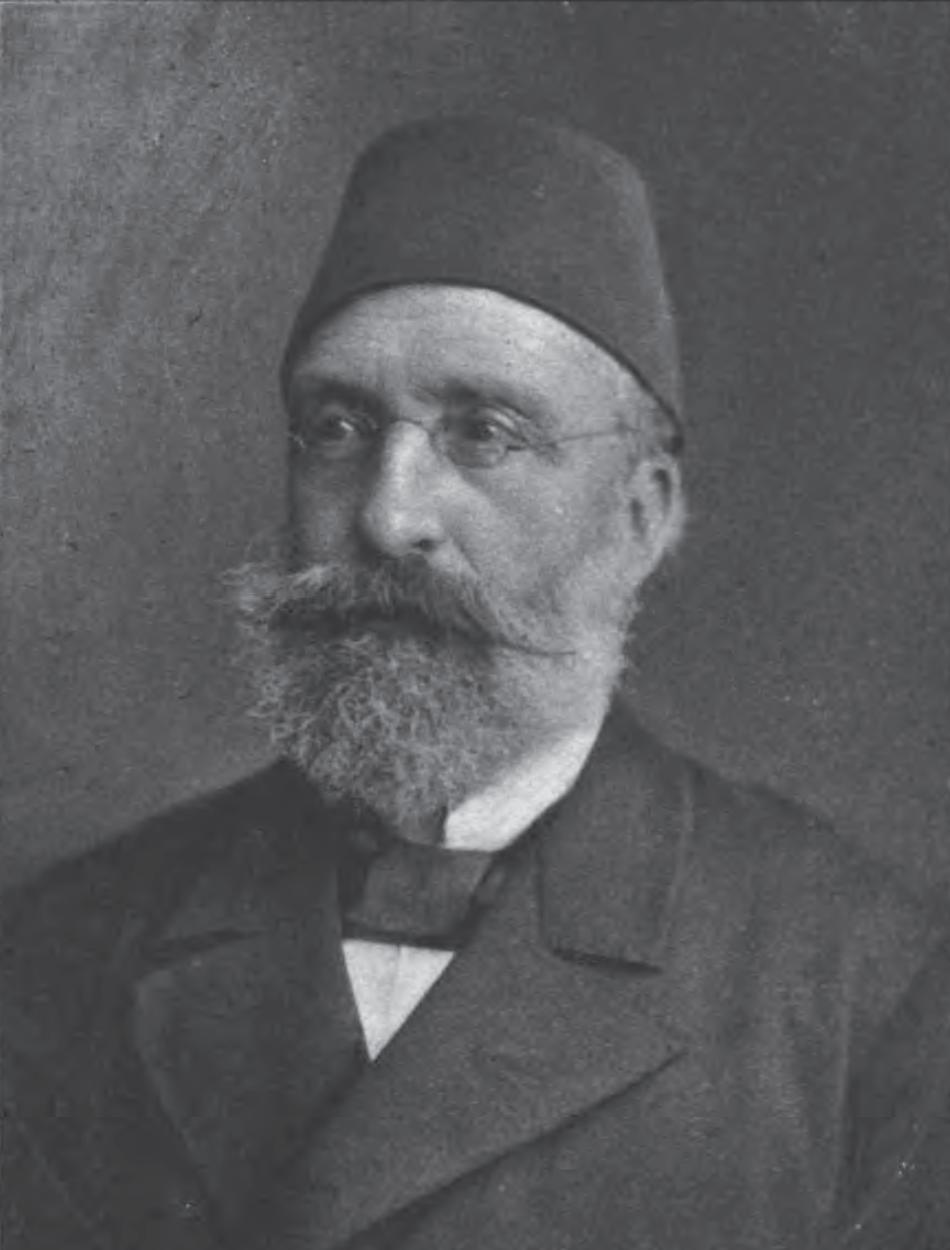
مدحت باشا

### ردة فعل الحكومة والشيخ فرحان
وكان مدحت باشا شديد الحساسية تجاه أي تهديد لطرق المواصلات التجارية بين العراق والشام، حيث كان معنيًا كل العناية بتأمين المواصلات البرية والنهرية تلك، ليرفع العراق إلى المستوى الذي يمكنه منافسة قناة السويس التي افتتحت حديثًا (1869م) في التجارة العالمية. وهذا لا يتأتى إلا باستتاب الأمن في الطرق الهامة للمواصلات في العراق وعبرها، لذلك فقد أثارت تحركات عبد الكريم اضطراب المشروع العثماني، وفي نفس الوقت كانت القوات العثمانية قد تحركت من العراق للسيطرة على الأحساء، فأراد مدحت باشا توجيه ضربة قوية له، فأعلن أن عبد الكريم أصبح خارجًا عن القانون وأعلن في 17 سبتمبر 1871م/3 رجب 1288هـ عن مكافأة قدرها عشرة ألاف قرش لمن يأتيه بعبد الكريم حيًا وبنصف تلك المكافأة لمن يأتي برأسه. ومع ذلك فأن حكومة ولاية بغداد اعلنت العفو عن أبناء قبيلة شمر الموجودين في المنطقة الممتدة من ديار بكر إلى حلب شرط التوطن والعمل بالزراعة. وكان هدف الحكومة من ذلك هو إجبار الشيوخ وعشائرهم على الانصياع لتلك السياسة.
أما موقف الشيخ فرحان باشا فقد اتبع سياسة متوازنة مابين العثمانيين وأخيه، فهو لم يحاول منع أخيه من القيام بثورته، ولم يشارك في تلك الثورة، وأيضا لم يدخل في صراع عسكري لقمع ثورته. وفي ذات الوقت أظهر الشيخ الباشا للعثمانيين أنه ليس مع أخيه وأنه يحاول جاهدًا كبح جماح تلك الثورة، ويعمل على حماية طرق المواصلات بين بغداد وإسطنبول عبر الموصل وكذلك بين الموصل وحلب.

## تطورات الثورة ونهايتها
بعد قيامه بغاراته في نصيبين انتقل عبد الكريم بقواته من أورفة إلى الموصل، فضرب المخافر بين الموصل وبغداد في الوقت الذي كان فيه مدحت باشا مشغولا بثورة الفرات الأوسط في الحلة والديوانية بما عرفت بثورة الدغارة، وحاول الثوار التواصل مع عبد الكريم لتوحيد الجهود، ولكن ثورتهم باءت بالفشل قبل مجيء عبد الكريم إلى أطراف بغداد. وبعدها عاد عبد الكريم إلى الشمال وأخذ بالاستعداد لمواجهة مدحت باشا، حيث قسم قواته إلى 3 أقسام، ووزعها على الموصل ودير الزور وبغداد. ولم يكن التقسيم العسكري ذو فائدة له، فقد طلب مدحت باشا من واليي الموصل وديار بكر تجهيز قوات ضد عبد الكريم، فتحرك إسماعيل باشا والي ديار بكر جنوبًا ومعه أربعة أفواج من القوات، وتوجه أحمد باشا القائد العام لقوات بغداد (الجيش السادس) نحو قوات عبد الكريم قرب الشرقاط. وعندما اقتربت الجيش الحكومي بدأت القبائل تنفض عن عبد الكريم، وابتعدت جزء من عشيرة سنجارة عنه. وإزاء الموقف العثماني الأخير لم تعد خطة عبد الكريم بتطويق مدحت باشا ومنع وصول الإمدادات العسكرية إليه تجدي نفعًا، فقد حاصرت القوات الحكومية والقوات المتحالفة معها قوات عبد الكريم من ثلاث جهات ليسهل عليها القضاء عليه. فبات واضحًا أن عبد الكريم لا يمكنه الصمود طويلا أمام القوات الحكومية، فالتقى الجيشان بالقرب من قلعة الشرقاط حيث انهزم رجاله بعد مقتل أكثر من 300 مقاتل من شمر.

### نهاية ثورة عبد الكريم
بعدها تحرك عبد الكريم نحو الصحراء باتجاه وادي الثرثار ولكن لسوء الحظ كان الوادي قد جف، فهلك العديد من رجال عبد الكريم عطشًا، في حين واصلت القوات العثمانية ومن معها من قبائل دليم وعنزة ملاحقة عبد الكريم ورجاله، وقد قتل في المطاردة عبد الرزاق بن صفوك أخو عبد الكريم. وبالنهاية تمكن عبد الكريم ومعه 200 فارس من عبور الفرات باتجاه البادية الجنوبية (الشامية) والاحتماء عند عبد المحسن الهذال شيخ عنزة، غير أن الأخير بسبب تهديدات مدحت باشا بمعاقبة كل من يقدم له يد العون رفض إيواء الشيخ عبد الكريم. وفي محاولة منه للوصول إلى نجد واللجوء عند آل رشيد أمراء حايل كي يتمكن من تجميع قواته، إلا أن محمد بن عبدالله الرشيد اتخذ الموقف نفسه ورفض إيوائه بعد تلقيه رسالة شديدة اللهجة من الوالي، وكان آل رشيد يقدرون تمامًا أن الدولة العثمانية عازمة على فرض سيطرتها بالقوة في العراق وما جاورها، ويرون عن كثب تدفق القوات العثمانية على الأحساء (1871)، بالإضافة إلى مساعي مدحت باشا لإقصاء البيت السعودي عن حكم الأحساء ونجد، وبالتالي كان وقوف آل رشيد بجانب ثورة عبد الكريم أو إيوائهم له قد يعرضهم لنقمة والي العراق، وبذلك يكون مدحت قد أحكم الحلقة حول عبد الكريم. ومع أن عبد الكريم لم يصل إلى نجد بعد بل بقي في البادية الشامية وهي أرض تتبع قبيلة المنتفق، فأرسل الوالي إلى ناصر بن راشد السعدون الملقب بالأشقر الذي كان على علاقة طيبة معه، بأن يحتال في القبض على الشيخ عبد الكريم الموجود في البادية ومن ثم يرسله حيًا إلى بغداد. فبدأ ناصر السعدون بالتقصي عن مكان عبد الكريم في أرجاء الشامية، حتى وصله الخبر بمكانه فأرسل إليه يدعوه إلى وليمة أعدت لاستقباله والحفاوة به، وذكر له بأنه سيحاول الحصول على عفو له من الحكومة، في حين أخفى الجنود الأتراك عنده للقبض على عبد الكريم. فلما حضر عبد الكريم الجربا إلى مكان الدعوة آمنًا مطمئنًا أمر ناصر السعدون أن يضاف الشيخ عبد الكريم في بيت أحد معتمديه وأمر المعتمد أن يلقي القبض عليه في أي حال كان. فلما رأى عبد الكريم نية الغدر حاول ركوب جواده، ولكن المعتمد وأعوانه كانوا قد أحاطوا به وقبضوا عليه وجرح عبد الكريم إثناء العراك. فأمر ناصر السعدون أن يشد وثاقه ويرسله إلى الوالي مدحت باشا. وما أن علمت امه عمشة بما جرى وكانت في بيت ناصر باشا السعدون مع أهله وعياله حتى خرجت فازعة إلى ناصر وصاحت عليه: غدرت بولدي والغدر شأنكم، فغضب ناصر فاستل سيفه يريد ضربها، ولكن منعته زوجته من ذلك. وفي رواية أخرى تذكر أن عبد الكريم قد دُفِع هو وأنصاره دفعًا باتجاه المنتفق وهناك هاجمهم ناصر باشا السعدون الذي كان بانتظارهم، فأسر عبد الكريم بعد أن جرح في المعركة، ثم أرسله إلى مدحت باشا. وحسب عباس العزاوي فإن ذلك كان سنة 1288هـ/1871م.
لا يزال لا يعرف بالضبط ما سبب تسليم ناصر السعدون عبد الكريم الجربا للوالي -تلك السقطة الكبيرة حسب د خالد السعدون-، ومن الأسباب التي رجحها المؤرخون هي:
- العلاقات الحسنة بين ناصر والوالي.[25]
- العداء القديم بين المنتفق وقبيلة شمر وتنافسهما على التفرد بالنفوذ في العراق، وهو تعليل ضعيف لبعد الشقة بين أراضي تلك القبيلتين، وعدم تمكن أي منهما من التحكم بالعراق الذي يموج بالقبائل القوية، بالإضافة لعدم وجود عداء سافر بينها.[26]
- كان ناصر يتوق إلى تولي ولاية البصرة، مع أن استحداث ولاية في البصرة لم يكن أمرًا مطروحًا في بساط البحث في ذلك الوقت.[27]
- كان ناصر تواقًا في الحصول على المكافأة وهي عشرة آلاف قرش، وهي من أكثر الأسباب قبولا، مع أن ناصر كان ثريًا.[27]

### محاكمته وإعدامه
بعد نقل عبد الكريم إلى بغداد أجريت له محاكمة علنية أمام محكمة التمييز بإشراف الوالي مدحت باشا وتوجيهه لتصدر عليه حكمًا بالإعدام، ولما كان هو من اصحاب الرتب العالية فقد أرسل الوالي الاعلام والمضبطة غلى إسطنبول ليصادق الباب العالي على الحكم، ومن ثم أرسل الشيخ عبد الكريم مقيدًا بحراسة مشددة إلى الموصل، وكتب إلى واليها شبلي باشا أن يعدم عبد الكريم بالمدينة عند وصول الأمر السلطاني بالمصادقة على الإعدام. وقد تم ذلك، وجرى إعدام عبد الكريم الجربا في الأرض المقابلة لجسر الموصل الواقع على نهر دجلة من جهة أطلال نينوى الأثرية وذلك يوم 20 تشرين الثاني/نوفمبر 1871م، ودفنت جثته عند مرقد النبي يونس يالموصل. وذكر المؤرخ محمد آل عبيد أن السلطان عبد العزيز بعد أن أصدر موافقته على إعدام عبد الكريم، أتى إليه من وزرائه شفيعًا فشرح له كرمه وشجاعته، فقبل السلطان شفاعته وأصدر أمره بالعفو عنه، إلا أن السيف قد سبق العذل، فجاء العفو السلطاني بعد ثلاث ساعات من إعدامه.